# Faculdade de Farmácia, Odontologia e Enfermagem da Universidade Federal do Ceará
A Faculdade de Farmácia, Odontologia e Enfermagem (FFOE) da Universidade Federal do Ceará foi criada em 1997 após o fim do Centro de Ciências da Saúde, que foi dissolvido para a separação do curso de medicina (fundando a Faculdade de Medicina).

## Antecedentes
Antes dessa instituição fruto da desvinculação burocrática da Universidade Federal do Ceará, quando de seu surgimento em 1954, a antiga Faculdade de Farmácia e Odontologia do Ceará, surgida em 1916, fez parte da história da saúde no Ceará por ter sido o primeiro curso superior na sua área.

## Cursos
- Farmácia (Bacharelado) - Fortaleza
- Odontologia (Bacharelado) - Fortaleza
- Enfermagem (Bacharelado) - Fortaleza

## Departamentos
- Departamento de Análises Clínicas e toxicológicas (DACT);
- Departamento de Farmácia (DFAR);
- Departamento de Odontologia Clínica (DCO);
- Departamento de Odontologia Restauradora (DOR);
- Departamento de Enfermagem (DENF);

## Programas de Pós-Graduação
- Programa de Pós-Graduação em Ciências Farmacêuticas (MS)
- Programa de Pós-Graduação em Desenvolvimento e Inovação Tecnológica em Medicamentos – PPgDITM
- Programa de Pós-Graduação em Enfermagem (MS/D)
- Programa de Pós-Graduação Odontologia (MS/D)
- Programa do Mestrado Profissional em Saúde da Família – MPSF